# Vija Rožlapa
Vija Rožlapa (Liepāja, 8 de gener de 1942) és una Mestra d'escacs letona.

## Resultats destacats en competició
Vija Rožlapa va aprendre a jugar a escacs a 12 anys. Va guanyar el campionat de Letònia femení per edats el 1958 i el campionat de la Unió Soviètica per edats el 1960. Va esdevenir Mestra d'escacs soviètica el 1977.
En el període entre 1958 i 1983 Vija Rožlapa va partticipar sense interrupcions al Campionat d'escacs femení de Letònia, i el va guanyar quatre cops (1967, 1971, 1972 i 1974), i fou cinc cops segona (1961, 1965, 1970, 1975 i 1979), i quatre cops tercera (1963, 1968, 1976 i 1980). Va prendre part al torneig per darrer cop el 2002.

### Participació en competicions per equips
Vija Rožlapa va representar Letònia al campionat per equips de la Unió Soviètica el 1959, 1960 (fou la tercera millor jugadora al tercer tauler femení), 1963 (fou la tercera millor jugadora al segon tauler femení), 1967, 1969 (fou la segona millor jugadora al segon tauler femení), 1972, i 1975, i per l'equip team "Daugava" a la Copa soviètica per equips el 1961, 1966, 1968, 1974, i 1976.

### Professora i entrenadora d'escacs
El 1964 Vija Rožlapa va decidir esdevenir mestra i entrenadora d'escacs a l'Escola d'Escacs de Riga.
Entre els seus alumnes hi ha Aleksei Xírov i Laura Rogule.